# Spasticità
Il termine spasticità deriva dalla parola greca σπασμός (spasmos) che significa "crampo". Con questo termine si designa un segno clinico che consiste in un abnorme aumento del tono muscolare che può originare da una lesione del cervello o del midollo spinale. Una caratteristica della spasticità è che l'aumento del tono muscolare dipende dalla velocità del movimento, ovvero aumenta con l'aumentare della velocità del movimento. Essa provoca il cosiddetto effetto a "serramanico" nei movimenti passivi degli arti e coinvolge sia i muscoli agonisti che antagonisti, interferendo così sia con la flessione che con la estensione di un segmento corporeo. La spasticità è sempre accompagnata da un disturbo della forza muscolare e viene oggi considerata un segno clinico "parapiramidale" nel senso che non riguarda direttamente né il sistema piramidale né quello extrapiramidale.

## Cause
Le cause della spasticità a livello neurologico sono una lesione del fascio piramidale del primo motoneurone accompagnata da una lesione del sistema extrapiramidale, quindi delle vie discendenti dalla corteccia motoria. Queste parti del sistema nervoso centrale controllano ogni movimento volontario tramite le loro fibre rispettivamente eccitatorie o inibitorie. Nel soggetto colpito da un tale danno, però, c'è uno squilibrio tra stimolazione e inibizione di un muscolo o di un gruppo di muscoli, soprattutto perché mancano gli impulsi inibitori. Da questo risultano l'aumento del tono muscolare (ipertonia spastica), l'iperreflessia osteotendinea e la contrazione involontaria ed eccessiva dei muscoli interessati.
Nella maggior parte dei casi la causa che provoca tali danni alle cellule e fibre nervose è un infarto cerebrale (ictus) con effetto ischemico o anossico. Altre cause sono incidenti con trauma cranico o trauma del midollo spinale, malattie degenerative neurologiche come per esempio la sclerosi multipla, la sclerosi laterale amiotrofica, e la paralisi spinale spastica ecc..
Inoltre, la spasticità può essere dovuta ad un danno cerebrale subìto durante la prima infanzia, spesso causato da una mancanza di ossigeno durante il parto (ipossia). Altre possibili cause sono infezioni della madre durante la gravidanza (ad esempio toxoplasmosi, rosolia), intossicazioni o malnutrizione del feto. Nel neonato, un danno al sistema nervoso può svilupparsi come complicazione di infezioni come l'encefalite, la meningite, la mielite. In tutti questi casi si parla di paralisi cerebrale infantile.
A livello patofisiologico vengono discussi fenomeni come la neuroplasticità del SNC, lo sprouting degli assoni che formano nuovi contatti sinaptici, l'ipersensibilità da denervazione che è dovuta ad un'aumentata sensibilità recettoriale ai neurotrasmettitori, per poter spiegare meglio i meccanismi della spasticità e quindi per trovare nuovi approcci terapeutici.
La spasticità non diventa evidente subito dopo la lesione acuta, bensì dopo di un lasso di tempo che va da alcuni giorni fino a due mesi all'incirca. Questo periodo  - detto shock spinale -  è caratterizzato dalla paralisi flaccida dei muscoli interessati, dall'assenza di riflessi (areflessia) e a volte anche dalla perdita di sensazioni.

## Sintomi
La spasticità viene definita come un disordine motorio che comporta un aumento velocità-dipendente della risposta muscolare allo stiramento e da un conseguente aumento dei riflessi osteotendinei, essendo una componente della sindrome da lesione del primo motoneurone motorio
I sintomi di una paralisi spastica si manifestano in modo molto variato: vanno da una lieve restrizione della motilità fino alla perdita totale del controllo dei muscoli scheletrici. A seconda dell'area del corpo interessata, si parla di:
- monoparesi, quando è colpito un solo arto
- paraparesi, paralisi a carico dei due arti inferiori
- emiparesi, paralisi limitata a un solo lato del corpo
- tetraparesi, paralisi che colpisce tutti e quattro gli arti; può comprendere anche la muscolatura del tronco e del collo.

In generale la spasticità influisce di più sui muscoli antigravitari, cosicché negli arti superiori predominano gli spasmi in flessione, mentre negli arti inferiori prevalgono gli spasmi in estensione. Oltre a sintomi come aumento del tono muscolare, rigidità dei muscoli colpiti, spasmi a volte molto dolorosi e contratture, il soggetto può presentare problemi di equilibrio e di coordinazione dei movimenti (esempio: in alcune posizioni del braccio la mano può aprirsi) (atassia), difetti del linguaggio (disartria) e della deglutizione (disfagia), strabismo. Alla spasticità non è associata per forza una perdita della capacità intellettiva o un ritardo mentale. Ci sono diversi fattori che possono aumentare la spasticità, come ad esempio infezioni, temperature estreme, umidità. Anche fattori psichici, come lo stress emotivo e fisico, la paura e l'eccitazione, possono aggravarla.
In condizioni dinamiche e quindi durante il movimento, la spasticità si caratterizza per una ridotta soglia del reclutamento muscolare con attivazione di tutte le unità motorie anche per minimi movimenti, per una mancata modulazione della soglia di reclutamento (in condizioni normali la soglia è modulata in base alla velocità del movimento quindi vi è un aumento del reclutamento di unità motorie con l'aumento di velocità del movimento stesso), e per una perdita di selettività dei muscoli antagonisti nella contrazione con conseguente cocontrazione.

## Diagnosi
Secondo la definizione di Lance (1980) la spasticità è un ipertono muscolare dovuto ad un "aumento velocità-dipendente del riflesso tonico da stiramento". In base a questa definizione si può osservare la spasticità durante la mobilizzazione passiva di un arto, avvertita da parte dell'esaminatore come resistenza. Durante questa prova spesso si verifica il fenomeno del coltello a serramanico. Con questo s'intende l'improvviso rilassamento della rigidità dell'arto in esame, dopo la resistenza inizialmente opposta alla flessione passiva. Inoltre, il soggetto presenta i cosiddetti segni piramidali, cioè riflessi patologici e riflessi primitivi, ad esempio il segno di Babinski.
La valutazione del grado di spasticità viene fatta nel corso dell'esame clinico, esaminando la resistenza del muscolo all'allungamento passivo. In ambito clinico è in uso una scala di misurazione soggettiva, la scala di Ashworth, che quantifica le alterazioni del tono muscolare con la conseguente codifica:
- 0: assenza di modificazione del tono durante la mobilizzazione;
- 1: aumento moderato del tono con sensazione di "gradino" quando l'arto viene flesso ed esteso;
- 2: aumento evidente del tono, ma mobilizzazione ancora possibile;
- 3: considerevole aumento del tono, con difficoltà al movimento passivo;
- 4: contrattura fissa in flessione o estensione.[3]

## Conseguenze tardive
Nel corso del tempo si possono verificare diversi disturbi dovuti alla paralisi spastica. Tra i più comuni ricordiamo le retrazioni muscolari e accorciamenti tendinei, in seguito, deformazioni delle articolazioni e conseguente rigidità da immobilità, l'artrite e l'artrosi, la scoliosi, e  - soprattutto nei pazienti immobili -  il decubito, ed è aumentato il rischio di osteoporosi. Tra gli effetti psichici spesso si trovano ripercussioni sull'immagine di sé e depressioni anche gravi.

## Terapia
Poiché finora non esiste una terapia definitiva per la paralisi spastica, ogni terapia deve mirare alla minimizzazione dei sintomi come pure a migliorare il più possibile la capacità motoria. Infine, un importante obiettivo dei trattamenti consiste nella prevenzione dei problemi a lungo termine. Normalmente la terapia è interdisciplinare, cioè si basa sulla combinazione di fisioterapia e terapia farmacologica. Inoltre, il trattamento deve essere individualizzato, perché in ogni paziente la spasticità assume espressioni diverse, se non altro per la pluralità delle cause.
Molti trattamenti fisioterapici cercano di ridurre gli spasmi, ad esempio mobilizzando gli arti paretici e rafforzando i muscoli sani. Spesso viene anche utilizzata la terapia a vibrazione locale. Alcuni professionisti, inoltre, ritengono utile l'ippoterapia per i bambini con spasticità dovuta a patologie congenite, poiché sono convinti che gli stimoli forniti dal cavallo li aiutano ad acquisire la capacità di deambulare. Altri ritengono utili ausili ed apparecchi ortopedici (ad esempio ortesi come i tutori gamba-piede, splint polso-mano, deambulatori, sedie a rotelle).
Secondo un'originale interpretazione, che sta alla base della teoria riabilitativa nota con il nome di "Riabilitazione neurocognitiva", la "cosiddetta spasticità" potrebbe essere efficacemente superata grazie a particolari esercizi "conoscitivi" che, attraverso il coinvolgimento della sensibilità, dell'attenzione e di altre funzioni corticali "superiori", permetteranno al soggetto un riapprendimento della funzione motoria evoluta.
Il trattamento farmacologico della spasticità ad oggi è solo sintomatico e si avvale fondamentalmente di alcune sostanze farmacologiche, ad esempio il baclofen, la tizanidina ed il diazepam che agiscono a livello del sistema nervoso centrale ed il dantrium (il meno usato) che agisce a livello della fibra muscolare scheletrica.
Ci sono due possibili meccanismi d'azione: uno  - che agisce sul sistema nervoso centrale -  mira ad abbassare il tono muscolare, mentre l'altro  - con effetto sui nervi periferici -  inibisce l'eccitazione delle placche neuromuscolari. La somministrazione può essere orale, tramite iniezione (tossina botulinica) o attraverso una pompa impiantata sottocute a rilascio controllato, ricaricabile tramite iniezione (baclofen). Dalla fine degli anni 80 il trattamento considerato più efficace per la spasticità si basa sull'uso di sistemi di infusione intratecale di baclofen che permettono di concentrare la molecola a livello del midollo spinale diminuendo così gli effetti indesiderati creati dall'azione di questa molecola a livello cerebrale.
Infatti, tra gli effetti collaterali più frequenti dei farmaci spasmolitici vi sono un'eccessiva debolezza dell'intera muscolatura (cioè anche dei muscoli respiratori), sonnolenza e vertigini.
La tossina botulinica viene iniettata nei muscoli interessati dove blocca il rilascio di un neurotrasmettitore, l'acetilcolina, che trasmette gli impulsi stimolanti dal nervo al muscolo. Nella terapia intratecale di baclofene il farmaco viene rilasciato direttamente nel liquor cerebrospinale che avvolge il midollo spinale. Questa somministrazione richiede un intervento chirurgico per posizionare la pompa sotto la pelle dell'addome e un catetere nel canale spinale.
Da alcuni anni è disponibile in Italia il primo farmaco a base di cannabinoidi, approvato per il trattamento dei sintomi associati alla spasticità nella sclerosi multipla. I due principi attivi, cannabidiolo e tetraidrocannabinolo, sono presenti in rapporto 1:1 e sono bilanciati in modo da annullare gli effetti psicotropi classici dei derivati della cannabis. La somministrazione avviene a livello oromucosale grazie ad uno spray, con buone risposte di efficacia e una buona gestione degli effetti collaterali.

### Chirurgia
Oltre alla terapia farmacologica si può ricorrere alla chirurgia correttiva ortopedica e alla neurochirurgia.
Per quanto riguarda la terapia neurochirugica uno degli interventi più eseguiti è la rizotomia selettiva, la quale interrompe le radici nervose dei muscoli affetti da spasticità e converte la paralisi spastica in una paralisi flaccida. Gli interventi neurochirurgici possono comportare effetti indesiderati come problemi sensoriali o disfunzioni.
La chirurgia ortopedica invece cerca di evitare deformazioni del sistema muscolo-scheletrico o di correggere deformità già esistenti (tenetomia e Chirurgia percutanea fibrotomica).

## Fonti
- Trepel, Martin: Neuroanatomie, 3. Auflage 2004, München, Urban & Fischer, ISBN 3-437-44425-5
- Leitlinien der Deutschen Gesellschaft für Neurologie, s.v. "Spastik"; versione pubblicata nell'ottobre 2005. http://www.dgn.org/1300.html[collegamento interrotto]
- Molinelli, Simone: "Meccanismi fisiopatologici della spasticità", articolo pubblicato il 02/12/2006 in "Fisiobrain". https://web.archive.org/web/20130609021812/http://www.fisiobrain.com/web/2008/meccanismi-fisiopatologici-della-spasticita
- Steinpichler, Marcus & Real, Pierre: "Upper Motor Neurone Syndrome", http://www.physioaustria.at/?page_id=196  (in lingua tedesca)